# Tamburellista
Tamburellista è un atleta, professionista o dilettante, che pratica un'attività atletica usando un tamburello o vari tipi di tamburelli. Le specialità sono: 
- Tamburello
- Tamburello a 3
- Tambeach
- Tamburello a muro
- Tambumuro
- Tambutennis
- Palloncina
- Pelota italiana
- Longue paume